# HomBuch
Die HomBuch (Kofferwort aus Homburg und Buch) ist eine jährlich wiederkehrende literarische Veranstaltung, die zunächst als Buchmesse mit Lesungen konzipiert war. Sie wurde 2020 in ein reines Literaturfestival umgewandelt, zu dem prominente Schriftsteller eingeladen werden. Die Veranstaltung steht unter der Schirmherrschaft des Ministerpräsidenten des Saarlandes Tobias Hans.

## Entwicklung
Die HomBuch rief der Verleger Ulrich Burger im Jahr 2010 in Homburg ins Leben, um vor allem kleineren Verlagen eine Möglichkeit zu bieten, ihre Bücher dem Publikum zu präsentieren. Zunächst waren hauptsächlich regionale Verlage aus den Bereichen Science-Fiction und Fantasy vertreten, aber in den Folgejahren erweiterte sich das Spektrum deutlich und es kamen auch große Verlage hinzu. Man konnte außerdem  Autoren wie Aileen P. Roberts, Markus Heitz, Sven Gottschling, Dietrich Grönemeyer, Miroslav Nemec, Lea Linster für Lesungen gewinnen. Annegret Kramp-Karrenbauer, die damalige Ministerpräsidentin des Saarlandes, übernahm bis zu ihrem Wechsel nach Berlin die Schirmherrschaft für die Veranstaltung. 2020 machte die Corona-Pandemie die Durchführung einer Buchmesse unmöglich. Deshalb entschlossen sich Burger und seine ehrenamtlichen Helfer, das Konzept zu ändern und ein reines Lesefest zu veranstalten. Dank zahlreicher Sponsoren war es möglich prominente Autoren einzuladen. Unter anderen traten Christine Westermann, Ulli Potofski, Wolfgang Bosbach, und Jean-Luc Bannalec auf.